# ハツカレ
「ハツカレ」（初彼）は、桃森ミヨシ著作の少女漫画である。2003年5月より集英社の漫画雑誌『マーガレット』に連載開始。当初、全3回の短期連載として始まったが、後に長期連載となった。2006年同誌20号で最終回を迎えた。初めてづくしの初々しく純粋な高校生男女の初恋を描いた内容。
同作品は2006年1月より黒川智花主演で実写化。2005年の講談社漫画賞、2006年の小学館漫画賞のそれぞれにノミネートされた。2025年7月時点で累計発行部数は242万部を記録している。
2006年には連続ネットシネマとしてドラマが配信された。
2014年にはマーガレット&別冊マーガレット50周年の企画としてモーションコミック化された。
雑誌『ぱふ』のインタビュー記事によると、ハツカレという単語は連載開始時には存在せず、「元彼」という当時流行り初めていた造語をもじって作者が「初彼」という単語を作った。コミックタイトルではカタカナ表記の横に漢字表記もされている。

## あらすじ
小学校から女子校に通っていた女子高生のちひろはある日、男子校に通うハシモトに告白されて生まれて初めて彼氏ができる。しかし、異性と交際したことのない二人は相手の気持ちが分からなかったり、かっこつけようとして失敗してばかり。そんな中でも、相手を思いやりながら、本当に少しずつ距離を縮めて行く。

## 登場人物
ちひろ（フルネーム不詳）
小学校からずっと女子校に通っており、異性と交際した経験がなかったが、男子高に通うハシモト（後述）から好意を告げられて交際を開始。のんびりした性格で、やや内気な少女。作中での主な呼称は「チロ」。
ハシモト（フルネーム不詳）
東阪高校という男子校の生徒。中学までは共学の学校に通っていた。中央阪駅でちひろの姿を見ているうちに好意を寄せるようになり、交際を申し込む。
ちやこ（フルネーム不詳）
ちひろの親友。ちひろと同じく女子校育ちで、異性と交際した経験がない。イブシ（後述）に好意を寄せる。作中での主な呼称は「ちゃーちゃん」。
イブシ（フルネーム不詳）
ちひろの幼稚園の同級生で東阪高校に転校してきた。ちひろ達がよく行っている甘味屋、「はやしや」の孫息子。カメラが趣味で、文化祭では写真館のカメラマンを担当した。チロに好意を寄せる。照れ屋。

## ハツカレC☆C
本編の連載終了後、番外編「ハツカレC☆C」が『マーガレット』2006年21号から24号にかけて連載された。本作品の最終回はちやこを主人公に据えた読み切り作品で、「ストレートチョコレート」という副題が添えられた。

## 実写版
2006年1月より実写化。まず連続ネットシネマとしてUSENが運営する動画配信サービス「GyaO」にて配信され、同年3月よりテレビ放送が開始。後にDVDが東北新社から発売された。

### キャスト
- ちひろ…黒川智花
- ハシモト…細田よしひこ
- ちゃーちゃん…悠城早矢
- イブシ…水嶋ヒロ
- フク…秋山莉奈
- ミカリン…東海林愛美
- シガ…奥村知史
- ウッシー…窪田正孝
- タバネ…五十嵐隼士

### 主題歌
- 「恋の魔法」植村花菜

### スタッフ
- 監督…梶研吾
- 脚本…土屋瞳
- 音楽…元倉宏

## モーションコミック
2014年6月2日より、J:COM オン デマンドやauビデオパスなどau/J:COMの動画配信サービスでモーションコミックが配信された。マーガレット&別冊マーガレットは50周年の企画のうちのひとつ。現在は配信終了。
キャスト
- ちひろ…冨岡美沙子
- ハシモト…村田太志
- ちやこ…夏日凜子

## 書誌情報

### 単行本
- 桃森ミヨシ 『ハツカレ』 集英社〈マーガレットコミックス〉、全10巻
  1. 2004年1月23日第1刷発行、ISBN 4-08-847704-9
  2. 2004年5月25日第1刷発行、ISBN 4-08-847741-3
  3. 2004年9月24日第1刷発行、ISBN 4-08-847779-0
  4. 2005年1月25日第1刷発行、ISBN 4-08-847815-0
  5. 2005年5月25日第1刷発行、ISBN 4-08-847853-3
  6. 2005年9月22日第1刷発行、ISBN 4-08-847887-8
  7. 2006年1月25日第1刷発行、ISBN 4-08-846020-0
  8. 2006年5月25日第1刷発行、ISBN 4-08-846055-3
  9. 2006年9月25日第1刷発行、ISBN 4-08-846089-8
  10. 2007年1月25日第1刷発行、ISBN 978-4-08-846129-8

### 文庫版
- 桃森ミヨシ 『ハツカレ』 集英社〈集英社文庫〉、全6巻
  1. 2011年9月25日第1刷発行、ISBN 978-4-08-619255-2
  2. 2011年9月25日第1刷発行、ISBN 978-4-08-619256-9
  3. 2011年10月25日第1刷発行、ISBN 978-4-08-619257-6
  4. 2011年10月25日第1刷発行、ISBN 978-4-08-619258-3
  5. 2011年11月25日第1刷発行、ISBN 978-4-08-619259-0
  6. 2011年11月25日第1刷発行、ISBN 978-4-08-619260-6

### アンソロジー
- 『東日本大震災チャリティー漫画本 PARTY! HANA[注 1][4]』 メディアパル、2011年8月5日発売[5]、ISBN 978-4-89610-201-7
  - 初めてのラブソング[6]